# Thalhammer (Miesbach)
Thalhammer ist ein Gemeindeteil von Miesbach auf der Gemarkung Wies im oberbayerischen Landkreis Miesbach.

## Ortsbeschreibung
Die Einöde Thalhammer liegt am südwestlich von Miesbach. Folgende Gebäude sind in die Liste der Baudenkmäler in Miesbach eingetragen:
- Das Bauernhaus im Thalhammer 16 ist ein Flachsatteldachbau mit Blockbau-Obergeschoss, dreiseitig umlaufender Balusterlaube und Hochlaube, am First bezeichnet mit der Jahreszahl 1798, der Wirtschaftstrakt wurde zwischenzeitlich erneuert
- Die sogenannte Hinterthalhammer-Feldkapelle ist ein einfacher offener Bau mit Satteldach und Stamm im Kern aus dem 18. Jahrhundert

## Bevölkerungsentwicklung
Um 1871 lebten in Thalhammer sechzehn Einwohner. Im Mai 1987 gab es sechs Einwohner in vier Wohngebäuden.
| Jahr      | 1871 | 1925 | 1950 | 1970 | 1987 |
| Einwohner | 16   | 11   | 19   | 7    | 6    |